# Acrolophus guttatus
Acrolophus guttatus är en fjärilsart som beskrevs av Davis 1987. Acrolophus guttatus ingår i släktet Acrolophus och familjen Acrolophidae. Inga underarter finns listade i Catalogue of Life.